# Koryfásio (Messénie)
Koryfásio, en grec moderne : Κορυφάσιο, est un village du dème de Pylos-Nestor, district régional de Messénie, en Grèce.
Selon le recensement de 2011, la population du village compte 459 habitants.